# Heinkel He 111 Z
L'Heinkel He 111 Z "Zwilling" era un aereo da traino alianti ad ala bassa prodotto dall'azienda tedesca Ernst Heinkel Flugzeugwerke AG nei primi anni quaranta.
Sviluppato dal bombardiere He 111, fu progettato per poter trainare i grandi alianti da trasporto tattico in dotazione alla Luftwaffe fino alle loro zone di atterraggio.

## Utilizzatori
Germania
- Luftwaffe